# Forma sustancial
Una teoría de las formas sustanciales afirma que las formas (o ideas) organizan la materia y la hacen inteligible. Las formas sustanciales son la fuente de propiedades, orden, unidad, identidad e información sobre los objetos.
El concepto de formas sustanciales domina la filosofía griega antigua y la filosofía medieval, pero ha caído en desgracia en la filosofía moderna. La idea de formas sustanciales ha sido abandonada por una teoría de la organización mecánica o "de abajo hacia arriba". Sin embargo, tales tratamientos mecanicistas han sido criticados por las mismas razones que el atomismo ha recibido críticas, es decir, por negar simplemente la existencia de ciertos tipos de formas sustanciales en favor de otras (aquí, la de los átomos, que luego se cree que están ordenados en cosas que poseen formas accidentales) y sin negar las formas sustanciales como tales, un movimiento imposible.

## Articulación

### Formas platónicas
Platón sostiene en el Fedón con respecto a nuestro conocimiento de iguales:

¿Acaso experimentamos algo parecido con respecto a los maderos y a las cosas iguales de que hablábamos ahora? ¿Es que no parece que son iguales como lo que es igual por sí, o carecen de algo para ser de igual clase que lo igual en sí, o nada? [...]

Por tanto, ¿reconocemos que, cuando uno al ver algo piensa: lo que ahora yo veo pretende ser como algún otro de los objetos reales, pero carece de algo y no consigue ser tal como aquél, sino que resulta inferior, necesariamente el que piensa esto tuvo que haber logrado ver antes aquello a lo que dice que esto se asemeja, y que le resulta inferior? [...]
Conque es necesario que nosotros previamente hayamos visto lo igual antes de aquel momento en el que al ver por primera vez las cosas iguales pensamos que todas ellas tienden a ser como lo igual pero que lo son insuficientemente.
Platón. Fedón 74d-75a.

### Formas aristotélicas
Aristóteles fue el primero en distinguir entre materia (hyle) y forma (morphe). Para Aristóteles, la materia es el elemento primordial indiferenciado: es más bien aquello de lo que se desarrollan las cosas que una cosa en sí misma. El desarrollo de cosas particulares a partir de esta materia germinal consiste en la diferenciación, la adquisición de formas particulares de las que consiste el universo cognoscible (Causa formal). La perfección de la forma de una cosa es su entelequia en virtud de la cual alcanza su máxima realización de función (De anima, ii. 2). Así, la entelequia del cuerpo es el alma. El origen del proceso de diferenciación debe buscarse en un motor primario, es decir, forma pura enteramente separada de toda materia, eterna, inmutable, operando no por su propia actividad sino por el impulso que su propia existencia absoluta excita en la materia.

### Adopción anticipada
Tanto la forma platónica como la aristotélica aparecen en la  filosofía medieval.
Los teólogos medievales, recién expuestos a la filosofía de Aristóteles, aplicaron el hilomorfismo al cristianismo, como a la transubstanciación del pan y el vino de la Eucaristía al cuerpo y la sangre de Jesús. Teólogos como Duns Scotus desarrollaron aplicaciones cristianas del hilomorfismo.
La concepción aristotélica de la forma fue adoptada por los escolásticos, para quienes, sin embargo, su origen en la observación del universo físico era una idea completamente ajena. La adaptación más notable es probablemente la de Santo Tomás de Aquino, quien distinguió el mundo espiritual con sus formas subsistentes (formae separatae) del material con sus formas inherentes que solo existen en combinación con la materia.

## Crítica
Descartes, refiriéndose a las formas sustanciales, dice:
Fueron introducidos por los filósofos únicamente para dar cuenta de la acción adecuada de las cosas naturales, de las cuales se suponía que eran los principios y bases... Pero ninguna acción natural en absoluto puede explicarse por estas formas sustanciales, ya que sus defensores admiten que son ocultas y que ellos mismos no las comprenden. Si dicen que alguna acción procede de una forma sustancial, es como si dijesen que procede de algo que no comprenden; que no explica nada.

## Respuesta a las críticas
Leibniz se esforzó por volver a las formas. Las formas sustanciales, en el sentido más estricto para Leibniz, son fuerzas activas primitivas y son necesarias para su metafísica. En el Discurso sobre metafísica (§10):
[...] la creencia en formas sustanciales tiene una cierta base de hecho, pero que estas formas no efectúan cambios en los fenómenos y no deben emplearse para la explicación de eventos particulares.